# Àcid elaídic
L'àcid elaídic, o l'àcid (E)-octadec-9-enoic d'acord amb la nomenclatura sistemàtica de la IUPAC, és un àcid carboxílic de cadena lineal amb un únic doble enllaç situat al carboni 9 amb disposició trans, la qual fórmula és {\displaystyle {\ce {C18H34O2}}}. En bioquímica se'l considera un àcid gras i és l'isòmer trans de l'àcid oleic, se simbolitza com C18:1.
L'àcid elaídic a temperatura ambient és un sòlid que fon entre 44,5 °C i 46,5 °C. El seu punt d'ebullició a 15 mm Hg és de234 °C, la seva densitat val 0,8565 g/cm³ entre 4 °C i 70 °C, i el seu índex de refracció és 1,4405 a 70 °C.
És el principal greix trans que es troba en els olis vegetals hidrogenats i es presenta en petites quantitats en la llet de cabra i de vaca (aproximadament un 0,1% dels àcids grassos). L'àcid elaídic incrementa l'activitat de la CETP la qual al seu torn puja el VLDL i abaixa el colesterol HDL.